# Henia transversa
Henia transversa är en mångfotingart som först beskrevs av Chamberlin 1952.  Henia transversa ingår i släktet Henia och familjen Dignathodontidae.
Artens utbredningsområde är Turkiet. Inga underarter finns listade i Catalogue of Life.